# Wald-Wild-Schongebiet
Wald-Wild-Schongebiete sind vom Deutschen Alpenverein (DAV) ausgewiesene Gebiete, die im Rahmen von lokalen Arbeitsgruppentreffen unter Einbeziehung von allen relevanten Interessensgruppen ausgehandelt werden. Die Flächen werden als Empfehlung ausgegeben, die jährlich für alle Nutzergruppen im Zeitraum vom 15.12. bis 30.04. gelten und nicht betreten oder befahren werden sollen. Die Flächen werden mit den Kampagnen "Natürlich auf Tour" und "Dein Freiraum. Mein Lebensraum" kommuniziert und sind sowohl in digitalen topografischen Karten als auch in gedruckten Alpenvereinskarten ersichtlich. (Signatur Orange mit dick gestrichelter Umrandungslinie.). Im Gelände sind gelbe Schilder mit der Aufschrift "Stopp, Wald-Wild-Schongebiet" sowie grüne Runde Wegweiser aufgestellt, um Wintersportler*innen hinzuweisen, wie sie möglichst naturverträglich unterwegs sein können.
Die Flächen fungieren in Kombination mit den empfohlenen Ski- und Schneeschuhrouten als Instrument der Besucherlenkung. Dabei setzt sich der Deutsche Alpenverein dafür ein, dass die beiden Kernausrichtungen Bergsport und Naturschutz möglichst gleichermaßen berücksichtigt werden. Maßgeblich für die Ausweisung eines Wald-Wild-Schongebietes ist das Vorhandensein einer relevanten Störung, bei denen mindestens eines der Schutzgüter signifikant beeinträchtigt wird. Hierzu zählen störungsempfindliche Wildtierarten wie Raufußhühner, Rotwild zur Vermeidung von Verbissschäden, oder Jungwald zum Objektschutz von Infrastruktur. Die Konzepte werden bei regelmäßig stattfindenden Arbeitsgruppentreffen (Intervall 4 Jahre oder kürzer) evaluiert und aktuellen Anforderungen angepasst.
Die Flächen wurden erstmals im Rahmen des Projektes "Skibergsteigen umweltfreundlich" eingeführt. Das Projekt wurde 1994 ins Leben gerufen und feierte 2024 sein 30-jähriges Bestehen.